# Nordlig slevmossa
Nordlig slevmossa (Jungermannia borealis) är en bladmossart som beskrevs av Damsh. et Vána. Nordlig slevmossa ingår i släktet slevmossor, och familjen Jungermanniaceae. Arten är reproducerande i Sverige. Inga underarter finns listade i Catalogue of Life.